# Interlands Oostenrijks voetbalelftal 2020-2029
Deze pagina toont een chronologisch en gedetailleerd overzicht van de interlands die het Oostenrijks voetbalelftal speelt en heeft gespeeld in de periode 2020 – 2029.

## Interlands

### 2020
|                                                                                     |                          |       |                                             |                                                                                |
| 4 september UEFA Nations League Groep B1 № 784 «onderlinge duels» 20:45 uur (UTC+2) | Noorwegen                | 1 – 2 | Oostenrijk                                  | Ullevaalstadion, Oslo Toeschouwers: 0 Scheidsrechter: Mattias Gestranius (FIN) |
| 4 september UEFA Nations League Groep B1 № 784 «onderlinge duels» 20:45 uur (UTC+2) | Erling Braut Haaland 66' |       | 35' Michael Gregoritsch 54' Marcel Sabitzer | Ullevaalstadion, Oslo Toeschouwers: 0 Scheidsrechter: Mattias Gestranius (FIN) |

|                                                                                     |                                             |       |                                                        |                                                                                  |
| 7 september UEFA Nations League Groep B1 № 785 «onderlinge duels» 20:45 uur (UTC+2) | Oostenrijk                                  | 2 – 3 | Roemenië                                               | Wörtherseestadion, Klagenfurt Toeschouwers: 0 Scheidsrechter: Glenn Nyberg (SWE) |
| 7 september UEFA Nations League Groep B1 № 785 «onderlinge duels» 20:45 uur (UTC+2) | Christoph Baumgartner 17' Karim Onisiwo 81' |       | 3' Denis Alibec 51' Dragoș Grigore 70' Alexandru Maxim | Wörtherseestadion, Klagenfurt Toeschouwers: 0 Scheidsrechter: Glenn Nyberg (SWE) |

|                                                                        |                                            |       |                      |                                                                                   |
| 7 oktober Vriendschappelijk № 786 «onderlinge duels» 20:30 uur (UTC+2) | Oostenrijk                                 | 2 – 1 | Griekenland          | Wörtherseestadion, Klagenfurt Toeschouwers: 1.500 Scheidsrechter: Matej Jug (SVN) |
| 7 oktober Vriendschappelijk № 786 «onderlinge duels» 20:30 uur (UTC+2) | Adrian Grbić 77' Christoph Baumgartner 80' |       | 63' Kostas Fortounis | Wörtherseestadion, Klagenfurt Toeschouwers: 1.500 Scheidsrechter: Matej Jug (SVN) |

|                                                                                    |               |                         |            |                                                                              |
| 11 oktober UEFA Nations League Groep B1 № 787 «onderlinge duels» 19:45 uur (UTC+1) | Noord-Ierland | 0 – 1                   | Oostenrijk | Windsor Park, Belfast Toeschouwers: 600 Scheidsrechter: Petr Ardeleánu (CZE) |
| 11 oktober UEFA Nations League Groep B1 № 787 «onderlinge duels» 19:45 uur (UTC+1) |               | 42' Michael Gregoritsch |            | Windsor Park, Belfast Toeschouwers: 600 Scheidsrechter: Petr Ardeleánu (CZE) |

|                                                                                    |          |                       |            |                                                                                   |
| 14 oktober UEFA Nations League Groep B1 № 788 «onderlinge duels» 21:45 uur (UTC+3) | Roemenië | 0 – 1                 | Oostenrijk | Ilie Oanăstadion, Ploiești Toeschouwers: 0 Scheidsrechter: Daniel Stefański (POL) |
| 14 oktober UEFA Nations League Groep B1 № 788 «onderlinge duels» 21:45 uur (UTC+3) |          | 76' Alessandro Schöpf |            | Ilie Oanăstadion, Ploiești Toeschouwers: 0 Scheidsrechter: Daniel Stefański (POL) |

|                                                                          |           |                                                             |            |                                                                                    |
| 11 november Vriendschappelijk № 789 «onderlinge duels» 20:30 uur (UTC+1) | Luxemburg | 0 – 3                                                       | Oostenrijk | Stade Josy Barthel, Luxemburg Toeschouwers: 0 Scheidsrechter: Amaury Delerue (FRA) |
| 11 november Vriendschappelijk № 789 «onderlinge duels» 20:30 uur (UTC+1) |           | 61' Gernot Trauner 83' Adrian Grbić 90+1' Philipp Wiesinger |            | Stade Josy Barthel, Luxemburg Toeschouwers: 0 Scheidsrechter: Amaury Delerue (FRA) |

|                                                                                     |                                   |       |                   |                                                                                   |
| 15 november UEFA Nations League Groep B1 № 790 «onderlinge duels» 20:45 uur (UTC+1) | Oostenrijk                        | 2 – 1 | Noord-Ierland     | Ernst Happelstadion, Wenen Toeschouwers: 0 Scheidsrechter: Maurizio Mariani (ITA) |
| 15 november UEFA Nations League Groep B1 № 790 «onderlinge duels» 20:45 uur (UTC+1) | Louis Schaub 81' Adrian Grbić 87' |       | 75' Josh Magennis | Ernst Happelstadion, Wenen Toeschouwers: 0 Scheidsrechter: Maurizio Mariani (ITA) |

|                                                                                     |                    |       |                  |                                                                                 |
| 18 november UEFA Nations League Groep B1 № 791 «onderlinge duels» 20:45 uur (UTC+1) | Oostenrijk         | 1 – 1 | Noorwegen        | Ernst Happelstadion, Wenen Toeschouwers: 0 Scheidsrechter: Benoît Bastien (FRA) |
| 18 november UEFA Nations League Groep B1 № 791 «onderlinge duels» 20:45 uur (UTC+1) | Adrian Grbić 90+4' |       | 68' Ghayas Zahid | Ernst Happelstadion, Wenen Toeschouwers: 0 Scheidsrechter: Benoît Bastien (FRA) |

### 2021
|                                                                           |                                  |       |                                       |                                                                                     |
| 25 maart WK-kwalificatie Groep F № 792 «onderlinge duels» 19:45 uur (UTC) | Schotland                        | 2 – 2 | Oostenrijk                            | Hampden Park, Glasgow Toeschouwers: 0 Scheidsrechter: Carlos del Cerro Grande (ESP) |
| 25 maart WK-kwalificatie Groep F № 792 «onderlinge duels» 19:45 uur (UTC) | Grant Hanley 71' John McGinn 85' |       | 56' Saša Kalajdžić 80' Saša Kalajdžić | Hampden Park, Glasgow Toeschouwers: 0 Scheidsrechter: Carlos del Cerro Grande (ESP) |

|                                                                             |                                                                      |       |                     |                                                                                   |
| 28 maart WK-kwalificatie Groep F № 793 «onderlinge duels» 20:45 uur (UTC+2) | Oostenrijk                                                           | 3 – 1 | Faeröer             | Ernst Happelstadion, Wenen Toeschouwers: 0 Scheidsrechter: Kateryna Monzoel (UKR) |
| 28 maart WK-kwalificatie Groep F № 793 «onderlinge duels» 20:45 uur (UTC+2) | Aleksandar Dragović 30' Christoph Baumgartner 37' Saša Kalajdžić 44' |       | 19' Sonni Nattestad | Ernst Happelstadion, Wenen Toeschouwers: 0 Scheidsrechter: Kateryna Monzoel (UKR) |

|                                                                             |            |                                                                                          |            |                                                                                    |
| 31 maart WK-kwalificatie Groep F № 794 «onderlinge duels» 20:45 uur (UTC+2) | Oostenrijk | 0 – 4                                                                                    | Denemarken | Ernst Happelstadion, Wenen Toeschouwers: 0 Scheidsrechter: Artur Soares Dias (POR) |
| 31 maart WK-kwalificatie Groep F № 794 «onderlinge duels» 20:45 uur (UTC+2) |            | 58' Andreas Skov Olsen 63' Joakim Mæhle 67' Pierre-Emile Højbjerg 75' Andreas Skov Olsen |            | Ernst Happelstadion, Wenen Toeschouwers: 0 Scheidsrechter: Artur Soares Dias (POR) |

|                                                                     |                 |       |            |                                                                                            |
| 2 juni Vriendschappelijk № 795 «onderlinge duels» 20:00 uur (UTC+1) | Engeland        | 1 – 0 | Oostenrijk | Riverside Stadium, Middlesbrough Toeschouwers: 6.606 Scheidsrechter: Lawrence Visser (BEL) |
| 2 juni Vriendschappelijk № 795 «onderlinge duels» 20:00 uur (UTC+1) | Bukayo Saka 57' |       |            | Riverside Stadium, Middlesbrough Toeschouwers: 6.606 Scheidsrechter: Lawrence Visser (BEL) |

|                                                                     |            |       |           |                                                                                   |
| 6 juni Vriendschappelijk № 796 «onderlinge duels» 17:30 uur (UTC+2) | Oostenrijk | 0 – 0 | Slowakije | Ernst Happelstadion, Wenen Toeschouwers: 3.000 Scheidsrechter: Urs Schnyder (SUI) |
| 6 juni Vriendschappelijk № 796 «onderlinge duels» 17:30 uur (UTC+2) |            |       |           | Ernst Happelstadion, Wenen Toeschouwers: 3.000 Scheidsrechter: Urs Schnyder (SUI) |

| EK 2020 |
| ------- |

|                                                                         |                                                                |         |                  | |
| 13 juni EK-eindronde Groep C № 797 «onderlinge duels» 19:00 uur (UTC+3) | Oostenrijk                                                     | 3 – 1   | Noord-Macedonië  | Arena Națională, Boekarest Toeschouwers: 9.082 Scheidsrechter: Andreas Ekberg (SWE) Video-assistent: Bastian Dankert (GER) |
| 13 juni EK-eindronde Groep C № 797 «onderlinge duels» 19:00 uur (UTC+3) | Konrad Laimer 18' Michael Gregoritsch 78' Marko Arnautović 89' | Verslag | 28' Goran Pandev | Arena Națională, Boekarest Toeschouwers: 9.082 Scheidsrechter: Andreas Ekberg (SWE) Video-assistent: Bastian Dankert (GER) |

|                                                                         |                                              |         |            | |
| 17 juni EK-eindronde Groep C № 798 «onderlinge duels» 21:00 uur (UTC+2) | Nederland                                    | 2 – 0   | Oostenrijk | Johan Cruijff ArenA, Amsterdam Toeschouwers: 15.243 Scheidsrechter: Orel Grinfeeld (ISR) Video-assistent: Paweł Gil (POL) |
| 17 juni EK-eindronde Groep C № 798 «onderlinge duels» 21:00 uur (UTC+2) | Memphis Depay 11' (pen.) Denzel Dumfries 67' | Verslag |            | Johan Cruijff ArenA, Amsterdam Toeschouwers: 15.243 Scheidsrechter: Orel Grinfeeld (ISR) Video-assistent: Paweł Gil (POL) |

|                                                                         |          |         |                           | |
| 21 juni EK-eindronde Groep C № 799 «onderlinge duels» 19:00 uur (UTC+3) | Oekraïne | 0 – 1   | Oostenrijk                | Arena Națională, Boekarest Toeschouwers: 10.472 Scheidsrechter: Cüneyt Çakır (TUR) Video-assistent: Massimiliano Irrati (ITA) |
| 21 juni EK-eindronde Groep C № 799 «onderlinge duels» 19:00 uur (UTC+3) |          | Verslag | 21' Christoph Baumgartner | Arena Națională, Boekarest Toeschouwers: 10.472 Scheidsrechter: Cüneyt Çakır (TUR) Video-assistent: Massimiliano Irrati (ITA) |

|                                                                                |                                         |              |                     | |
| 26 juni EK-eindronde Achtste finale № 800 «onderlinge duels» 20:00 uur (UTC+1) | Italië                                  | 2 – 1 (n.v.) | Oostenrijk          | Wembley Stadium, Londen Toeschouwers: 18.910 Scheidsrechter: Anthony Taylor (ENG) Video-assistent: Stuart Attwell (ENG) |
| 26 juni EK-eindronde Achtste finale № 800 «onderlinge duels» 20:00 uur (UTC+1) | Federico Chiesa 95' Matteo Pessina 105' | Verslag      | 114' Saša Kalajdžić | Wembley Stadium, Londen Toeschouwers: 18.910 Scheidsrechter: Anthony Taylor (ENG) Video-assistent: Stuart Attwell (ENG) |

|  |  |  |  |  |  |  |  |  |

|                                                                                |          |                                                    |            | |
| 1 september WK-kwalificatie Groep F № 801 «onderlinge duels» 22:15 uur (UTC+3) | Moldavië | 0 – 2                                              | Oostenrijk | Zimbrustadion, Chisinau Toeschouwers: 3.945 Scheidsrechter: Paul Tierney (ENG) Video-assistent: Jarred Gillett (AUS) |
| 1 september WK-kwalificatie Groep F № 801 «onderlinge duels» 22:15 uur (UTC+3) |          | 45+1' Christoph Baumgartner 90+4' Marko Arnautović |            | Zimbrustadion, Chisinau Toeschouwers: 3.945 Scheidsrechter: Paul Tierney (ENG) Video-assistent: Jarred Gillett (AUS) |

|                                                                                |                                                                                      |       |                                                | |
| 4 september WK-kwalificatie Groep F № 802 «onderlinge duels» 21:45 uur (UTC+3) | Israël                                                                               | 5 – 2 | Oostenrijk                                     | Sammy Oferstadion, Haifa Toeschouwers: 13.550 Scheidsrechter: Felix Zwayer (GER) Video-assistent: Sascha Stegemann (GER) |
| 4 september WK-kwalificatie Groep F № 802 «onderlinge duels» 21:45 uur (UTC+3) | Manor Solomon 5' Moanes Dabour 20' Eran Zahavi 33' Shon Weissman 59' Eran Zahavi 90' |       | 42' Christoph Baumgartner 55' Marko Arnautović | Sammy Oferstadion, Haifa Toeschouwers: 13.550 Scheidsrechter: Felix Zwayer (GER) Video-assistent: Sascha Stegemann (GER) |

|                                                                                |            |                         |           | |
| 7 september WK-kwalificatie Groep F № 803 «onderlinge duels» 20:45 uur (UTC+2) | Oostenrijk | 0 – 1                   | Schotland | Ernst Happelstadion, Wenen Toeschouwers: 18.800 Scheidsrechter: Georgi Kabakov (BUL) Video-assistent: Pol van Boekel (NED) |
| 7 september WK-kwalificatie Groep F № 803 «onderlinge duels» 20:45 uur (UTC+2) |            | 30' (pen.) Lyndon Dykes |           | Ernst Happelstadion, Wenen Toeschouwers: 18.800 Scheidsrechter: Georgi Kabakov (BUL) Video-assistent: Pol van Boekel (NED) |

|                                                                              |         |                                       |            | |
| 9 oktober WK-kwalificatie Groep F № 804 «onderlinge duels» 19:45 uur (UTC+1) | Faeröer | 0 – 2                                 | Oostenrijk | Tórsvøllur, Tórshavn Toeschouwers: 3.021 Scheidsrechter: Irfan Peljto (BIH) Video-assistent: Daniele Doveri (ITA) |
| 9 oktober WK-kwalificatie Groep F № 804 «onderlinge duels» 19:45 uur (UTC+1) |         | 26' Konrad Laimer 48' Marcel Sabitzer |            | Tórsvøllur, Tórshavn Toeschouwers: 3.021 Scheidsrechter: Irfan Peljto (BIH) Video-assistent: Daniele Doveri (ITA) |

|                                                                               |                  |       |            | |
| 12 oktober WK-kwalificatie Groep F № 805 «onderlinge duels» 20:45 uur (UTC+2) | Denemarken       | 1 – 0 | Oostenrijk | Parken, Kopenhagen Toeschouwers: 35.843 Scheidsrechter: Ivan Kružliak (SVK) Video-assistent: Paolo Valeri (ITA) |
| 12 oktober WK-kwalificatie Groep F № 805 «onderlinge duels» 20:45 uur (UTC+2) | Joakim Mæhle 53' |       |            | Parken, Kopenhagen Toeschouwers: 35.843 Scheidsrechter: Ivan Kružliak (SVK) Video-assistent: Paolo Valeri (ITA) |

|                                                                                |                                                                                   |       |                               | |
| 12 november WK-kwalificatie Groep F № 806 «onderlinge duels» 20:45 uur (UTC+1) | Oostenrijk                                                                        | 4 – 2 | Israël                        | Wörtherseestadion, Klagenfurt Toeschouwers: 4.300 Scheidsrechter: Ovidiu Haţegan (ROU) Video-assistent: Massimiliano Irrati (ITA) |
| 12 november WK-kwalificatie Groep F № 806 «onderlinge duels» 20:45 uur (UTC+1) | Marko Arnautović 51' (pen.) Louis Schaub 62' Louis Schaub 72' Marcel Sabitzer 84' |       | 33' Nir Bitton 59' Dor Peretz | Wörtherseestadion, Klagenfurt Toeschouwers: 4.300 Scheidsrechter: Ovidiu Haţegan (ROU) Video-assistent: Massimiliano Irrati (ITA) |

|                                                                                |                                                                                            |       |                    | |
| 15 november WK-kwalificatie Groep F № 807 «onderlinge duels» 20:45 uur (UTC+1) | Oostenrijk                                                                                 | 4 – 1 | Moldavië           | Wörtherseestadion, Klagenfurt Toeschouwers: 1.800 Scheidsrechter: Aleksandar Stavrev (MKD) Video-assistent: Mete Kalkavan (TUR) |
| 15 november WK-kwalificatie Groep F № 807 «onderlinge duels» 20:45 uur (UTC+1) | Marko Arnautović 4' Christopher Trimmel 22' Marko Arnautović 55' (pen.) Dejan Ljubicic 83' |       | 60' Ion Nicolăescu | Wörtherseestadion, Klagenfurt Toeschouwers: 1.800 Scheidsrechter: Aleksandar Stavrev (MKD) Video-assistent: Mete Kalkavan (TUR) |

### 2022
|                                                                             |                                 |       |                       | |
| 24 maart WK-kwalificatie Play-offs № 808 «onderlinge duels» 19:45 uur (UTC) | Wales                           | 2 – 1 | Oostenrijk            | Cardiff City Stadium, Cardiff Toeschouwers: 32.053 Scheidsrechter: Szymon Marciniak (POL) Video-assistent: Tomasz Kwiatkowski (POL) |
| 24 maart WK-kwalificatie Play-offs № 808 «onderlinge duels» 19:45 uur (UTC) | Gareth Bale 25' Gareth Bale 51' |       | 65' (e.d.) Ben Davies | Cardiff City Stadium, Cardiff Toeschouwers: 32.053 Scheidsrechter: Szymon Marciniak (POL) Video-assistent: Tomasz Kwiatkowski (POL) |

|                                                                       |                                               |       |                                 |                                                                                   |
| 29 maart Vriendschappelijk № 809 «onderlinge duels» 20:45 uur (UTC+2) | Oostenrijk                                    | 2 – 2 | Schotland                       | Ernst Happelstadion, Wenen Toeschouwers: 6.600 Scheidsrechter: Tamás Bognár (HUN) |
| 29 maart Vriendschappelijk № 809 «onderlinge duels» 20:45 uur (UTC+2) | Michael Gregoritsch 75' Alessandro Schöpf 82' |       | 28' Jack Hendry 56' John McGinn | Ernst Happelstadion, Wenen Toeschouwers: 6.600 Scheidsrechter: Tamás Bognár (HUN) |

|                                                                                |         |                                                                  |            | |
| 3 juni UEFA Nations League Groep A1 № 810 «onderlinge duels» 20:45 uur (UTC+2) | Kroatië | 0 – 3                                                            | Oostenrijk | Stadion Gradski vrt, Osijek Toeschouwers: 13.994 Scheidsrechter: Chris Kavanagh (ENG) Video-assistent: David Coote (ENG) |
| 3 juni UEFA Nations League Groep A1 № 810 «onderlinge duels» 20:45 uur (UTC+2) |         | 41' Marko Arnautović 54' Michael Gregoritsch 57' Marcel Sabitzer |            | Stadion Gradski vrt, Osijek Toeschouwers: 13.994 Scheidsrechter: Chris Kavanagh (ENG) Video-assistent: David Coote (ENG) |

|                                                                                |                    |       |                                                   | |
| 6 juni UEFA Nations League Groep A1 № 811 «onderlinge duels» 22:15 uur (UTC+2) | Oostenrijk         | 1 – 2 | Denemarken                                        | Ernst Happelstadion, Wenen Toeschouwers: 18.700 Scheidsrechter: William Collum (SCO) Video-assistent: Kevin Blom (NED) |
| 6 juni UEFA Nations League Groep A1 № 811 «onderlinge duels» 22:15 uur (UTC+2) | Xaver Schlager 67' |       | 28' Pierre-Emile Højbjerg 84' Jens Stryger Larsen | Ernst Happelstadion, Wenen Toeschouwers: 18.700 Scheidsrechter: William Collum (SCO) Video-assistent: Kevin Blom (NED) |

|                                                                                 |                     |       |                   | |
| 10 juni UEFA Nations League Groep A1 № 812 «onderlinge duels» 20:45 uur (UTC+2) | Oostenrijk          | 1 – 1 | Frankrijk         | Ernst Happelstadion, Wenen Toeschouwers: 44.800 Scheidsrechter: Anastasios Sidiropoulos (GRE) Video-assistent: Massimiliano Irrati (ITA) |
| 10 juni UEFA Nations League Groep A1 № 812 «onderlinge duels» 20:45 uur (UTC+2) | Andreas Weimann 37' |       | 83' Kylian Mbappé | Ernst Happelstadion, Wenen Toeschouwers: 44.800 Scheidsrechter: Anastasios Sidiropoulos (GRE) Video-assistent: Massimiliano Irrati (ITA) |

|                                                                                 |                                       |       |            | |
| 13 juni UEFA Nations League Groep A1 № 813 «onderlinge duels» 20:45 uur (UTC+2) | Denemarken                            | 2 – 0 | Oostenrijk | Parken, Kopenhagen Toeschouwers: 35.230 Scheidsrechter: Alejandro Hernández (ESP) Video-assistent: Guillermo Cuadra Fernández (ESP) |
| 13 juni UEFA Nations League Groep A1 № 813 «onderlinge duels» 20:45 uur (UTC+2) | Jonas Wind 21' Andreas Skov Olsen 37' |       |            | Parken, Kopenhagen Toeschouwers: 35.230 Scheidsrechter: Alejandro Hernández (ESP) Video-assistent: Guillermo Cuadra Fernández (ESP) |

|                                                                                      |                                      |       |            | |
| 22 september UEFA Nations League Groep A1 № 814 «onderlinge duels» 20:45 uur (UTC+2) | Frankrijk                            | 2 – 0 | Oostenrijk | Stade de France, Saint-Denis Toeschouwers: 70.188 Scheidsrechter: Andreas Ekberg (SWE) Video-assistent: José María Sánchez Martínez (ESP) |
| 22 september UEFA Nations League Groep A1 № 814 «onderlinge duels» 20:45 uur (UTC+2) | Kylian Mbappé 56' Olivier Giroud 65' |       |            | Stade de France, Saint-Denis Toeschouwers: 70.188 Scheidsrechter: Andreas Ekberg (SWE) Video-assistent: José María Sánchez Martínez (ESP) |

|                                                                                      |                          |       |                                                  | |
| 25 september UEFA Nations League Groep A1 № 815 «onderlinge duels» 20:45 uur (UTC+2) | Oostenrijk               | 1 – 3 | Kroatië                                          | Ernst Happelstadion, Wenen Toeschouwers: 45.700 Scheidsrechter: Artur Soares Dias (POR) Video-assistent: Tiago Martins (POR) |
| 25 september UEFA Nations League Groep A1 № 815 «onderlinge duels» 20:45 uur (UTC+2) | Christoph Baumgartner 9' |       | 6' Luka Modrić 69' Marko Livaja 72' Dejan Lovren | Ernst Happelstadion, Wenen Toeschouwers: 45.700 Scheidsrechter: Artur Soares Dias (POR) Video-assistent: Tiago Martins (POR) |

|                                                                          |         |                      |            |                                                                                          |
| 16 november Vriendschappelijk № 816 «onderlinge duels» 18:00 uur (UTC+1) | Andorra | 0 – 1                | Oostenrijk | Estadio La Rosaleda, Málaga Toeschouwers: 150 Scheidsrechter: José Munuera Montero (ESP) |
| 16 november Vriendschappelijk № 816 «onderlinge duels» 18:00 uur (UTC+1) |         | 87' Marko Arnautović |            | Estadio La Rosaleda, Málaga Toeschouwers: 150 Scheidsrechter: José Munuera Montero (ESP) |

|                                                                          |                                   |       |        |                                                                                         |
| 20 november Vriendschappelijk № 817 «onderlinge duels» 20:45 uur (UTC+1) | Oostenrijk                        | 2 – 0 | Italië | Ernst Happelstadion, Wenen Toeschouwers: 18.000 Scheidsrechter: Christian Dingert (GER) |
| 20 november Vriendschappelijk № 817 «onderlinge duels» 20:45 uur (UTC+1) | Xaver Schlager 6' David Alaba 35' |       |        | Ernst Happelstadion, Wenen Toeschouwers: 18.000 Scheidsrechter: Christian Dingert (GER) |

### 2023
|                                                                             |                                                                                           |       |                   | |
| 24 maart EK-kwalificatie Groep F № 818 «onderlinge duels» 20:45 uur (UTC+1) | Oostenrijk                                                                                | 4 – 1 | Azerbeidzjan      | Raiffeisen Arena, Linz Toeschouwers: 16.500 Scheidsrechter: Bartosz Frankowski (POL) Video-assistent: Paweł Raczkowski (POL) |
| 24 maart EK-kwalificatie Groep F № 818 «onderlinge duels» 20:45 uur (UTC+1) | Marcel Sabitzer 28' Michael Gregoritsch 29' Marcel Sabitzer 50' Christoph Baumgartner 69' |       | 64' Emin Mahmudov | Raiffeisen Arena, Linz Toeschouwers: 16.500 Scheidsrechter: Bartosz Frankowski (POL) Video-assistent: Paweł Raczkowski (POL) |

|                                                                             |                                           |       |                    | |
| 27 maart EK-kwalificatie Groep F № 819 «onderlinge duels» 20:45 uur (UTC+2) | Oostenrijk                                | 2 – 1 | Estland            | Raiffeisen Arena, Linz Toeschouwers: 16.500 Scheidsrechter: Enea Jorgji (ALB) Video-assistent: Daniele Chiffi (ITA) |
| 27 maart EK-kwalificatie Groep F № 819 «onderlinge duels» 20:45 uur (UTC+2) | Florian Kainz 68' Michael Gregoritsch 88' |       | 25' Rauno Sappinen | Raiffeisen Arena, Linz Toeschouwers: 16.500 Scheidsrechter: Enea Jorgji (ALB) Video-assistent: Daniele Chiffi (ITA) |

|                                                                            |                   |       |                         | |
| 17 juni EK-kwalificatie Groep F № 820 «onderlinge duels» 20:45 uur (UTC+2) | België            | 1 – 1 | Oostenrijk              | Koning Boudewijnstadion, Brussel Toeschouwers: 39.237 Scheidsrechter: Jérôme Brisard (FRA) Video-assistent: Stéphanie Frappart (FRA) |
| 17 juni EK-kwalificatie Groep F № 820 «onderlinge duels» 20:45 uur (UTC+2) | Romelu Lukaku 61' |       | 22' (e.d.) Orel Mangala | Koning Boudewijnstadion, Brussel Toeschouwers: 39.237 Scheidsrechter: Jérôme Brisard (FRA) Video-assistent: Stéphanie Frappart (FRA) |

|                                                                            |                                                     |       |        | |
| 20 juni EK-kwalificatie Groep F № 821 «onderlinge duels» 20:45 uur (UTC+2) | Oostenrijk                                          | 2 – 0 | Zweden | Ernst Happelstadion, Wenen Toeschouwers: 46.300 Scheidsrechter: Marco Guida (ITA) Video-assistent: Marco Di Bello (ITA) |
| 20 juni EK-kwalificatie Groep F № 821 «onderlinge duels» 20:45 uur (UTC+2) | Christoph Baumgartner 81' Christoph Baumgartner 89' |       |        | Ernst Happelstadion, Wenen Toeschouwers: 46.300 Scheidsrechter: Marco Guida (ITA) Video-assistent: Marco Di Bello (ITA) |

|                                                                          |                         |       |                     |                                                                                |
| 7 september Vriendschappelijk № 822 «onderlinge duels» 20:30 uur (UTC+2) | Oostenrijk              | 1 – 1 | Moldavië            | Raiffeisen Arena, Linz Toeschouwers: 13.200 Scheidsrechter: Robert Jones (ENG) |
| 7 september Vriendschappelijk № 822 «onderlinge duels» 20:30 uur (UTC+2) | Michael Gregoritsch 50' |       | 3' Vitalie Damașcan | Raiffeisen Arena, Linz Toeschouwers: 13.200 Scheidsrechter: Robert Jones (ENG) |

|                                                                                 |               |       |                                                                          | |
| 12 september EK-kwalificatie Groep F № 823 «onderlinge duels» 20:45 uur (UTC+2) | Zweden        | 1 – 3 | Oostenrijk                                                               | Friends Arena, Solna Toeschouwers: 43.228 Scheidsrechter: Serdar Gözübüyük (NED) Video-assistent: Pol van Boekel (NED) |
| 12 september EK-kwalificatie Groep F № 823 «onderlinge duels» 20:45 uur (UTC+2) | Emil Holm 90' |       | 53' Michael Gregoritsch 56' Marko Arnautović 69' (pen.) Marko Arnautović | Friends Arena, Solna Toeschouwers: 43.228 Scheidsrechter: Serdar Gözübüyük (NED) Video-assistent: Pol van Boekel (NED) |

|                                                                               |                                              |       |                                                         | |
| 13 oktober EK-kwalificatie Groep F № 824 «onderlinge duels» 20:45 uur (UTC+2) | Oostenrijk                                   | 2 – 3 | België                                                  | Ernst Happelstadion, Wenen Toeschouwers: 47.000 Scheidsrechter: Jesús Gil Manzano (ESP) Video-assistent: Carlos del Cerro Grande (ESP) |
| 13 oktober EK-kwalificatie Groep F № 824 «onderlinge duels» 20:45 uur (UTC+2) | Konrad Laimer 72' Marcel Sabitzer 84' (pen.) |       | 12' Dodi Lukebakio 55' Dodi Lukebakio 58' Romelu Lukaku | Ernst Happelstadion, Wenen Toeschouwers: 47.000 Scheidsrechter: Jesús Gil Manzano (ESP) Video-assistent: Carlos del Cerro Grande (ESP) |

|                                                                               |              |                            |            | |
| 16 oktober EK-kwalificatie Groep F № 825 «onderlinge duels» 20:00 uur (UTC+4) | Azerbeidzjan | 0 – 1                      | Oostenrijk | Tofikh Bakhramovstadion, Bakoe Toeschouwers: 4.446 Scheidsrechter: Aristotelis Diamantopoulos (GRE) Video-assistent: Aggelos Evangelou (GRE) |
| 16 oktober EK-kwalificatie Groep F № 825 «onderlinge duels» 20:00 uur (UTC+4) |              | 48' (pen.) Marcel Sabitzer |            | Tofikh Bakhramovstadion, Bakoe Toeschouwers: 4.446 Scheidsrechter: Aristotelis Diamantopoulos (GRE) Video-assistent: Aggelos Evangelou (GRE) |

|                                                                                |         |                                        |            | |
| 16 november EK-kwalificatie Groep F № 826 «onderlinge duels» 19:00 uur (UTC+2) | Estland | 0 – 2                                  | Oostenrijk | A. Le Coq Arena, Tallinn Toeschouwers: 4.488 Scheidsrechter: Nikola Dabanović (MNE) Video-assistent: Mario Zebec (CRO) |
| 16 november EK-kwalificatie Groep F № 826 «onderlinge duels» 19:00 uur (UTC+2) |         | 26' Konrad Laimer 40' Philipp Lienhart |            | A. Le Coq Arena, Tallinn Toeschouwers: 4.488 Scheidsrechter: Nikola Dabanović (MNE) Video-assistent: Mario Zebec (CRO) |

|                                                                          |                                               |       |           | |
| 21 november Vriendschappelijk № 827 «onderlinge duels» 20:45 uur (UTC+1) | Oostenrijk                                    | 2 – 0 | Duitsland | Ernst Happelstadion, Wenen Toeschouwers: 46.000 Scheidsrechter: Slavko Vinčić (SVN) Video-assistent: Ovidiu Haţegan (ROU) |
| 21 november Vriendschappelijk № 827 «onderlinge duels» 20:45 uur (UTC+1) | Marcel Sabitzer 29' Christoph Baumgartner 73' |       |           | Ernst Happelstadion, Wenen Toeschouwers: 46.000 Scheidsrechter: Slavko Vinčić (SVN) Video-assistent: Ovidiu Haţegan (ROU) |

### 2024
|                                                                       |           |                                              |            | |
| 23 maart Vriendschappelijk № 828 «onderlinge duels» 18:00 uur (UTC+1) | Slowakije | 0 – 2                                        | Oostenrijk | Národný futbalový štadión, Bratislava Toeschouwers: 9.912 Scheidsrechter: Trustin Farrugia Cann (MLT) |
| 23 maart Vriendschappelijk № 828 «onderlinge duels» 18:00 uur (UTC+1) |           | 1' Christoph Baumgartner 82' Andreas Weimann |            | Národný futbalový štadión, Bratislava Toeschouwers: 9.912 Scheidsrechter: Trustin Farrugia Cann (MLT) |

|                                                                       | |       |                             | |
| 26 maart Vriendschappelijk № 829 «onderlinge duels» 20:45 uur (UTC+1) | Oostenrijk | 6 – 1 | Turkije                     | Ernst Happelstadion, Wenen Toeschouwers: 38.500 Scheidsrechter: Daniele Chiffi (ITA) Video-assistent: Valerio Marini (ITA) |
| 26 maart Vriendschappelijk № 829 «onderlinge duels» 20:45 uur (UTC+1) | Xaver Schlager 2' Michael Gregoritsch 44' Michael Gregoritsch 48' Michael Gregoritsch 59' (pen.) Christoph Baumgartner 78' (pen.) Maximilian Entrup 90+5' |       | 25' (pen.) Hakan Çalhanoğlu | Ernst Happelstadion, Wenen Toeschouwers: 38.500 Scheidsrechter: Daniele Chiffi (ITA) Video-assistent: Valerio Marini (ITA) |

|                                                                     |                                              |       |                        | |
| 4 juni Vriendschappelijk № 830 «onderlinge duels» 20:45 uur (UTC+2) | Oostenrijk                                   | 2 – 1 | Servië                 | Ernst Happelstadion, Wenen Toeschouwers: 37.800 Scheidsrechter: António Nobre (POR) Video-assistent: Hugo Miguel (POR) |
| 4 juni Vriendschappelijk № 830 «onderlinge duels» 20:45 uur (UTC+2) | Patrick Wimmer 10' Christoph Baumgartner 13' |       | 35' Strahinja Pavlović | Ernst Happelstadion, Wenen Toeschouwers: 37.800 Scheidsrechter: António Nobre (POR) Video-assistent: Hugo Miguel (POR) |

|                                                                     |                   |       |                          | |
| 8 juni Vriendschappelijk № 831 «onderlinge duels» 18:00 uur (UTC+2) | Zwitserland       | 1 – 1 | Oostenrijk               | Kybunpark, Sankt Gallen Toeschouwers: 18.731 Scheidsrechter: Maria Sole Ferrieri Caputi (ITA) Video-assistent: Valerio Marini (ITA) |
| 8 juni Vriendschappelijk № 831 «onderlinge duels» 18:00 uur (UTC+2) | Silvan Widmer 26' |       | 5' Christoph Baumgartner | Kybunpark, Sankt Gallen Toeschouwers: 18.731 Scheidsrechter: Maria Sole Ferrieri Caputi (ITA) Video-assistent: Valerio Marini (ITA) |

| EK 2024 |
| ------- |

|                                                                         |            |                             |           | |
| 17 juni EK-eindronde Groep D № 832 «onderlinge duels» 21:00 uur (UTC+2) | Oostenrijk | 0 – 1                       | Frankrijk | Merkur Spiel-Arena, Düsseldorf Toeschouwers: 46.425 Scheidsrechter: Jesús Gil Manzano (ESP) Video-assistent: Juan Martínez Munuera (ESP) |
| 17 juni EK-eindronde Groep D № 832 «onderlinge duels» 21:00 uur (UTC+2) |            | 38' (e.d.) Maximilian Wöber |           | Merkur Spiel-Arena, Düsseldorf Toeschouwers: 46.425 Scheidsrechter: Jesús Gil Manzano (ESP) Video-assistent: Juan Martínez Munuera (ESP) |

|                                                                         |                      |       |                                                                         | |
| 21 juni EK-eindronde Groep D № 833 «onderlinge duels» 18:00 uur (UTC+2) | Polen                | 1 – 3 | Oostenrijk                                                              | Olympiastadion, Berlijn Toeschouwers: 69.455 Scheidsrechter: Halil Umut Meler (TUR) Video-assistent: Paolo Valeri (ITA) |
| 21 juni EK-eindronde Groep D № 833 «onderlinge duels» 18:00 uur (UTC+2) | Krzysztof Piątek 30' |       | 9' Gernot Trauner 66' Christoph Baumgartner 78' (pen.) Marko Arnautović | Olympiastadion, Berlijn Toeschouwers: 69.455 Scheidsrechter: Halil Umut Meler (TUR) Video-assistent: Paolo Valeri (ITA) |

|                                                                         |                                  |       |                                                               | |
| 25 juni EK-eindronde Groep D № 834 «onderlinge duels» 18:00 uur (UTC+2) | Nederland                        | 2 – 3 | Oostenrijk                                                    | Olympiastadion, Berlijn Toeschouwers: 68.363 Scheidsrechter: Ivan Kružliak (SVK) Video-assistent: Marco Fritz (GER) |
| 25 juni EK-eindronde Groep D № 834 «onderlinge duels» 18:00 uur (UTC+2) | Cody Gakpo 47' Memphis Depay 75' |       | 6' (e.d.) Donyell Malen 59' Romano Schmid 80' Marcel Sabitzer | Olympiastadion, Berlijn Toeschouwers: 68.363 Scheidsrechter: Ivan Kružliak (SVK) Video-assistent: Marco Fritz (GER) |

|                                                                               |                         |       |                                    | |
| 2 juli EK-eindronde Achtste finale № 835 «onderlinge duels» 21:00 uur (UTC+2) | Oostenrijk              | 1 – 2 | Turkije                            | Red Bull Arena, Leipzig Toeschouwers: 38.305 Scheidsrechter: Artur Soares Dias (POR) Video-assistent: Tiago Martins (POR) |
| 2 juli EK-eindronde Achtste finale № 835 «onderlinge duels» 21:00 uur (UTC+2) | Michael Gregoritsch 66' |       | 1' Merih Demiral 59' Merih Demiral | Red Bull Arena, Leipzig Toeschouwers: 38.305 Scheidsrechter: Artur Soares Dias (POR) Video-assistent: Tiago Martins (POR) |

|  |  |  |  |  |  |  |  |  |

|                                                                                     |                           |       |                   | |
| 6 september UEFA Nations League Groep B3 № 836 «onderlinge duels» 20:45 uur (UTC+2) | Slovenië                  | 1 – 1 | Oostenrijk        | Stožicestadion, Ljubljana Toeschouwers: 14.834 Scheidsrechter: Radu Petrescu (ROU) Video-assistent: Cătălin Popa (ROU) |
| 6 september UEFA Nations League Groep B3 № 836 «onderlinge duels» 20:45 uur (UTC+2) | Benjamin Šeško 16' (pen.) |       | 28' Konrad Laimer | Stožicestadion, Ljubljana Toeschouwers: 14.834 Scheidsrechter: Radu Petrescu (ROU) Video-assistent: Cătălin Popa (ROU) |

|                                                                                     |                                              |       |                     | |
| 9 september UEFA Nations League Groep B3 № 837 «onderlinge duels» 20:45 uur (UTC+2) | Noorwegen                                    | 2 – 1 | Oostenrijk          | Ullevaalstadion, Oslo Toeschouwers: 23.171 Scheidsrechter: Nikola Dabanović (MNE) Video-assistent: Jérôme Brisard (FRA) |
| 9 september UEFA Nations League Groep B3 № 837 «onderlinge duels» 20:45 uur (UTC+2) | Felix Horn Myhre 9' Erling Braut Haaland 80' |       | 37' Marcel Sabitzer | Ullevaalstadion, Oslo Toeschouwers: 23.171 Scheidsrechter: Nikola Dabanović (MNE) Video-assistent: Jérôme Brisard (FRA) |

|                                                                                    |                                                                                       |       |            | |
| 10 oktober UEFA Nations League Groep B3 № 838 «onderlinge duels» 20:45 uur (UTC+2) | Oostenrijk                                                                            | 4 – 0 | Kazachstan | Raiffeisen Arena, Linz Toeschouwers: 14.500 Scheidsrechter: Donald Robertson (SCO) Video-assistent: Steven McLean (SCO) |
| 10 oktober UEFA Nations League Groep B3 № 838 «onderlinge duels» 20:45 uur (UTC+2) | Christoph Baumgartner 10' Philipp Lienhart 54' Marcel Sabitzer 56' Matthias Seidl 79' |       |            | Raiffeisen Arena, Linz Toeschouwers: 14.500 Scheidsrechter: Donald Robertson (SCO) Video-assistent: Steven McLean (SCO) |

|                                                                                    | |       |                       | |
| 13 oktober UEFA Nations League Groep B3 № 839 «onderlinge duels» 20:45 uur (UTC+2) | Oostenrijk | 5 – 1 | Noorwegen             | Raiffeisen Arena, Linz Toeschouwers: 16.500 Scheidsrechter: Tamás Bognár (HUN) Video-assistent: István Vad (HUN) |
| 13 oktober UEFA Nations League Groep B3 № 839 «onderlinge duels» 20:45 uur (UTC+2) | Marko Arnautović 8' Marko Arnautović 49' (pen.) Philipp Lienhart 58' Stefan Posch 62' Michael Gregoritsch 71' |       | 39' Alexander Sørloth | Raiffeisen Arena, Linz Toeschouwers: 16.500 Scheidsrechter: Tamás Bognár (HUN) Video-assistent: István Vad (HUN) |

|                                                                                     |            |                                                   |            | |
| 14 november UEFA Nations League Groep B3 № 840 «onderlinge duels» 20:00 uur (UTC+5) | Kazachstan | 0 – 2                                             | Oostenrijk | Centraalstadion, Almaty Toeschouwers: 9.753 Scheidsrechter: Marian Barbu (ROU) Video-assistent: Sebastian Colțescu (ROU) |
| 14 november UEFA Nations League Groep B3 № 840 «onderlinge duels» 20:00 uur (UTC+5) |            | 15' Christoph Baumgartner 25' Michael Gregoritsch |            | Centraalstadion, Almaty Toeschouwers: 9.753 Scheidsrechter: Marian Barbu (ROU) Video-assistent: Sebastian Colțescu (ROU) |

|                                                                                     |                   |       |                       | |
| 17 november UEFA Nations League Groep B3 № 841 «onderlinge duels» 18:00 uur (UTC+1) | Oostenrijk        | 1 – 1 | Slovenië              | Ernst Happelstadion, Wenen Toeschouwers: 46.000 Scheidsrechter: Glenn Nyberg (SWE) Video-assistent: Pol van Boekel (NED) |
| 17 november UEFA Nations League Groep B3 № 841 «onderlinge duels» 18:00 uur (UTC+1) | Romano Schmid 27' |       | 81' Adam Gnezda Čerin | Ernst Happelstadion, Wenen Toeschouwers: 46.000 Scheidsrechter: Glenn Nyberg (SWE) Video-assistent: Pol van Boekel (NED) |

### 2025
|                                                                                   |                         |       |                     | |
| 20 maart UEFA Nations League Play-offs № 842 «onderlinge duels» 20:45 uur (UTC+1) | Oostenrijk              | 1 – 1 | Servië              | Ernst Happelstadion, Wenen Toeschouwers: 46.400 Scheidsrechter: João Pinheiro (POR) Video-assistent: Tiago Martins (POR) |
| 20 maart UEFA Nations League Play-offs № 842 «onderlinge duels» 20:45 uur (UTC+1) | Michael Gregoritsch 37' |       | 61' Lazar Samardžić | Ernst Happelstadion, Wenen Toeschouwers: 46.400 Scheidsrechter: João Pinheiro (POR) Video-assistent: Tiago Martins (POR) |

|                                                                                   |                                             |       |            | |
| 23 maart UEFA Nations League Play-offs № 843 «onderlinge duels» 18:00 uur (UTC+1) | Servië                                      | 2 – 0 | Oostenrijk | Rode Sterstadion, Belgrado Toeschouwers: 22.112 Scheidsrechter: José María Sánchez Martínez (ESP) Video-assistent: Juan Martínez Munuera (ESP) |
| 23 maart UEFA Nations League Play-offs № 843 «onderlinge duels» 18:00 uur (UTC+1) | Nemanja Maksimović 56' Dušan Vlahović 90+1' |       |            | Rode Sterstadion, Belgrado Toeschouwers: 22.112 Scheidsrechter: José María Sánchez Martínez (ESP) Video-assistent: Juan Martínez Munuera (ESP) |

|                                                                           |            |   |          |                                                                        |
| 7 juni WK-kwalificatie Groep H № 844 «onderlinge duels» 20:45 uur (UTC+2) | Oostenrijk | – | Roemenië | Ernst Happelstadion, Wenen Toeschouwers: n.n.b. Scheidsrechter: n.n.b. |
| 7 juni WK-kwalificatie Groep H № 844 «onderlinge duels» 20:45 uur (UTC+2) |            |   |          | Ernst Happelstadion, Wenen Toeschouwers: n.n.b. Scheidsrechter: n.n.b. |

|                                                                            |            |   |            |                                                                         |
| 10 juni WK-kwalificatie Groep H № 845 «onderlinge duels» 20:45 uur (UTC+2) | San Marino | – | Oostenrijk | Stadio Olimpico, Serravalle Toeschouwers: n.n.b. Scheidsrechter: n.n.b. |
| 10 juni WK-kwalificatie Groep H № 845 «onderlinge duels» 20:45 uur (UTC+2) |            |   |            | Stadio Olimpico, Serravalle Toeschouwers: n.n.b. Scheidsrechter: n.n.b. |

|                                                                                |            |   |        |                                                    |
| 6 september WK-kwalificatie Groep H № 846 «onderlinge duels» 20:45 uur (UTC+2) | Oostenrijk | – | Cyprus | n.n.b. Toeschouwers: n.n.b. Scheidsrechter: n.n.b. |
| 6 september WK-kwalificatie Groep H № 846 «onderlinge duels» 20:45 uur (UTC+2) |            |   |        | n.n.b. Toeschouwers: n.n.b. Scheidsrechter: n.n.b. |

|                                                                                |                       |   |            |                                                    |
| 9 september WK-kwalificatie Groep H № 847 «onderlinge duels» 20:45 uur (UTC+2) | Bosnië en Herzegovina | – | Oostenrijk | n.n.b. Toeschouwers: n.n.b. Scheidsrechter: n.n.b. |
| 9 september WK-kwalificatie Groep H № 847 «onderlinge duels» 20:45 uur (UTC+2) |                       |   |            | n.n.b. Toeschouwers: n.n.b. Scheidsrechter: n.n.b. |

|                                                                              |            |   |            |                                                    |
| 9 oktober WK-kwalificatie Groep H № 848 «onderlinge duels» 20:45 uur (UTC+2) | Oostenrijk | – | San Marino | n.n.b. Toeschouwers: n.n.b. Scheidsrechter: n.n.b. |
| 9 oktober WK-kwalificatie Groep H № 848 «onderlinge duels» 20:45 uur (UTC+2) |            |   |            | n.n.b. Toeschouwers: n.n.b. Scheidsrechter: n.n.b. |

|                                                                               |          |   |            |                                                    |
| 12 oktober WK-kwalificatie Groep H № 849 «onderlinge duels» 21:45 uur (UTC+3) | Roemenië | – | Oostenrijk | n.n.b. Toeschouwers: n.n.b. Scheidsrechter: n.n.b. |
| 12 oktober WK-kwalificatie Groep H № 849 «onderlinge duels» 21:45 uur (UTC+3) |          |   |            | n.n.b. Toeschouwers: n.n.b. Scheidsrechter: n.n.b. |

|                                                                                |        |   |            |                                                    |
| 15 november WK-kwalificatie Groep H № 850 «onderlinge duels» 19:00 uur (UTC+2) | Cyprus | – | Oostenrijk | n.n.b. Toeschouwers: n.n.b. Scheidsrechter: n.n.b. |
| 15 november WK-kwalificatie Groep H № 850 «onderlinge duels» 19:00 uur (UTC+2) |        |   |            | n.n.b. Toeschouwers: n.n.b. Scheidsrechter: n.n.b. |

|                                                                                |            |   |                       |                                                    |
| 18 november WK-kwalificatie Groep H № 851 «onderlinge duels» 20:45 uur (UTC+1) | Oostenrijk | – | Bosnië en Herzegovina | n.n.b. Toeschouwers: n.n.b. Scheidsrechter: n.n.b. |
| 18 november WK-kwalificatie Groep H № 851 «onderlinge duels» 20:45 uur (UTC+1) |            |   |                       | n.n.b. Toeschouwers: n.n.b. Scheidsrechter: n.n.b. |

ÖFB · A-internationals · Selecties · Bondscoaches · Oostenrijks vrouwenelftal · Olympisch elftal · Oostenrijk U21 · Oostenrijk U20 · Oostenrijk U19 · Oostenrijk U18 · Oostenrijk U17 · Oostenrijk U16 · Vrouwen U17
1902 – 1919 ·
1920 – 1929 ·
1930 – 1939 ·
1940 – 1949 ·
1950 – 1959 ·
1960 – 1969 ·
1970 – 1979 ·
1980 – 1989 ·
1990 – 1999 ·
2000 – 2009 ·
2010 – 2019 ·
2020 – 2029
EK's: 2008 · 
2016 · 
2020 · 
2024
WK's: 1934 · 
1954 · 
1958 · 
1978 · 
1982 · 
1990 · 
1998
OS: 1912 ·
1936 ·
1948 ·
1952
1902 · 
1903 · 
1904 · 
1905 · 
1906 · 
1907 · 
1908 · 
1909 · 
1910 · 
1911 · 
1912 · 
1913 · 
1914 · 
1915 · 
1916 · 
1917 · 
1918 · 
1919 · 
1920 · 
1921 · 
1922 · 
1923 · 
1924 · 
1925 · 
1926 · 
1927 · 
1928 · 
1929 · 
1930 · 
1931 · 
1932 · 
1933 · 
1934 · 
1935 · 
1936 · 
1937 · 
1938 · 1939 · 1940 · 1941 · 1942 · 1943 · 1944 · 1945 · 
1946 · 
1947 · 
1948 · 
1949 · 
1950 · 
1952 · 
1952 · 
1953 · 
1954 · 
1955 · 
1956 · 
1957 · 
1958 · 
1959 · 
1960 · 
1961 · 
1962 · 
1963 · 
1964 · 
1965 · 
1966 · 
1967 · 
1968 · 
1969 · 
1970 · 
1971 · 
1972 · 
1973 · 
1974 · 
1975 · 
1976 · 
1977 · 
1978 · 
1979 · 
1980 · 
1981 · 
1982 · 
1983 · 
1984 · 
1985 · 
1986 · 
1987 · 
1988 · 
1989 · 
1990 ·
1991 · 
1992 · 
1993 · 
1994 · 
1995 · 
1996 · 
1997 · 
1998 · 
1999 · 
2000 · 
2001 · 
2002 · 
2003 · 
2004 · 
2005 · 
2006 · 
2007 · 
2008 · 
2009 · 
2010 · 
2011 · 
2012 · 
2013 · 
2014 · 
2015 · 
2016 · 
2017 · 
2018 · 
2019 · 
2020 · 
2021 ·
2022
Albanië ·
Algerije ·
Andorra ·
Argentinië ·
Azerbeidzjan ·
België ·
Bosnië en Herzegovina ·
Brazilië ·
Bulgarije ·
Canada ·
Chili ·
Costa Rica ·
Cyprus ·
Denemarken ·
DDR ·
Duitsland ·
Egypte ·
Engeland ·
Estland ·
Faeröer ·
Finland ·
Frankrijk ·
Georgië ·
Ghana ·
Griekenland ·
Hongarije ·
Ierland ·
IJsland ·
Iran ·
Israël ·
Italië ·
Ivoorkust ·
Japan ·
Joegoslavië ·
Kameroen ·
Kazachstan ·
Kroatië ·
Letland ·
Liechtenstein ·
Litouwen ·
Luxemburg ·
Malta ·
Moldavië ·
Montenegro ·
Nederland ·
Nigeria ·
Noord-Ierland ·
Noord-Macedonië ·
Noorwegen ·
Oekraïne ·
Paraguay ·
Peru ·
Polen ·
Portugal ·
Roemenië ·
Rusland ·
San Marino ·
Schotland ·
Servië ·
Slovenië ·
Slowakije ·
Sovjet-Unie ·
Spanje ·
Trinidad en Tobago ·
Tsjechië ·
Tsjecho-Slowakije ·
Tunesië ·
Turkije ·
Uruguay ·
Venezuela ·
Verenigde Staten ·
Wales ·
Wit-Rusland ·
Zweden ·
Zwitserland
Algerije (1982) · 
Chili (1982) · 
Duitsland (2008) · 
Frankrijk (1982) · 
Hongarije (2016) · 
Italië (2021) · 
Kroatië (2008) · 
Nederland (2021) · 
Noord-Ierland (1982) · 
Noord-Macedonië (2021) · 
Oekraïne (2021) · 
Polen (2008) ·  
Portugal (2016) · 
West-Duitsland (1982)
CONMEBOL: Argentinië · Bolivia · Brazilië · Chili · Colombia · Ecuador · Paraguay · Peru · Uruguay · Venezuela

UEFA: Albanië · Andorra · Armenië · Azerbeidzjan · België · Bosnië en Herzegovina · Bulgarije · Cyprus · Denemarken · Duitsland · Engeland · Estland · Faeröer · Finland · Frankrijk · Georgië · Gibraltar · Griekenland · Hongarije · IJsland · Ierland · Israël · Italië · Kazachstan · Kosovo · Kroatië · Letland · Liechtenstein · Litouwen · Luxemburg · Malta · Moldavië · Montenegro · Nederland · Noord-Ierland · Noord-Macedonië · Noorwegen · Oekraïne · Oostenrijk · Polen · Portugal · Roemenië · Rusland · San Marino · Schotland · Servië · Slovenië · Slowakije · Spanje · Tsjechië · Turkije · Wales · Wit-Rusland · Zweden · Zwitserland

AFC: Australië · China · Irak · Iran · Japan · Libanon · Oezbekistan · Oman · Qatar · Saoedi-Arabië · Syrië · Verenigde Arabische Emiraten · Vietnam · Zuid-Korea

CAF: Algerije · Burkina Faso · Congo-Kinshasa · Egypte · Ghana · Ivoorkust · Kaapverdië · Kameroen · Mali · Marokko · Nigeria · Senegal · Tunesië · Zuid-Afrika

CONCACAF: Canada · Costa Rica · Curaçao · El Salvador · Honduras · Jamaica · Mexico · Panama · Suriname · Verenigde Staten

OFC: Nieuw-Zeeland